# Tetsurō Fukuyama

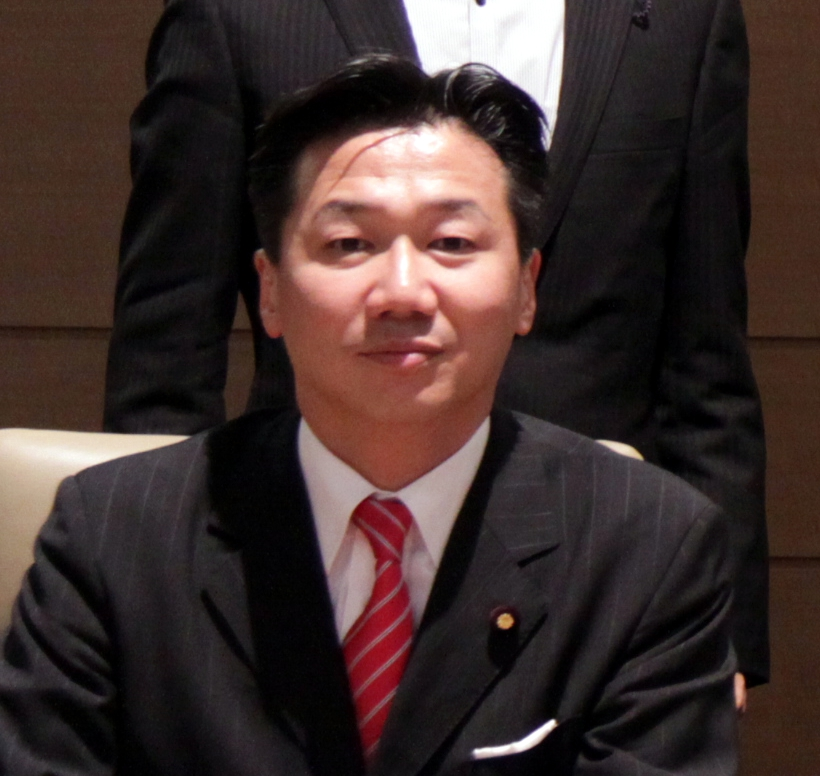
Tetsurō Fukuyama (2013)

Tetsurō Fukuyama (jap. 福山 哲郎 Fukuyama Tetsurō; * 19. Januar 1962 in der Präfektur Tokio) ist ein japanischer Politiker und Generalsekretär der Konstitutionell-Demokratischen Partei und Abgeordneter im Sangiin, dem Oberhaus des nationalen Parlaments, für die Präfektur Kyōto.
Fukuyama schloss 1985 sein Rechtsstudium an der Dōshisha-Universität ab und wurde anschließend Angestellter des Wertpapierunternehmens Daiwa Shōken. 1990 besuchte er im 11. Jahrgang das Matsushita Seikei Juku (松下政経塾, engl. Matsushita Institute of Government and Management), 1991 besuchte er in Sri Lanka Projekte der Sarvodaya-Shramadana-Bewegung, wo er auch dem Gründer und Gandhi-Friedenspreisträger Ariyaratne begegnete. Zurück in Japan wirkte er ab 1992 am Aufbau regionaler Zweigstellen des Matsushita Seikei Juku mit, bis 1995 erwarb er am Graduiertenkolleg der Universität Kyōto den Mastergrad (shūshi).
Bei der Shūgiin-Wahl 1996 kandidierte Fukuyama für die („alte“) Demokratische Partei im 1. Wahlkreis Kyōto, dem Wahlkreis von Bummei Ibuki, landete aber abgeschlagen auf Platz vier. Er übernahm danach in der Demokratischen Partei Führungsfunktionen im Präfekturverband Kyōto – ab 2002 als Vorsitzender – und engagierte sich vor allem in Fragen der Umwelt- und Klimapolitik – er leitete später unter anderem die „Hauptabteilung für Maßnahmen gegen die globale Erwärmung“ (地球温暖化対策本部, chikyū ondanka taisaku hombu) der Partei.
Bei der Sangiin-Wahl 1998 trat Fukuyama in der Präfektur Kyōto (zwei Mandate) als Unabhängiger an und wurde noch vor der Kommunistin Tokiko Nishiyama mit dem höchsten Stimmenanteil ins Sangiin gewählt. 1999 trat er der („neuen“) Demokratischen Partei formal bei, für die er 2004 und 2010 jeweils wieder mit dem höchsten Stimmenanteil in Kyōto wiedergewählt wurde. Von 2005 bis 2006 leitete er den Umweltausschuss des Sangiin. Im Juni 2008 war er maßgeblich an der Einbringung des Entwurfes für ein „Grundlagengesetz zur Bekämpfung der globalen Erwärmung“ (地球温暖化対策基本法, chikyū ondanka taisaku kihon-hō) beteiligt, das für die CO2-Emissionen ein Reduktionsziel von 25 % gegenüber 1990 bis 2020 formulierte. Diese Forderung wurde auch in das Wahlprogramm 2009 der Demokratischen Partei aufgenommen, nach der erfolgreichen Regierungsübernahme aber wieder in Frage gestellt. Der Gesetzentwurf wurde 2009 in modifizierter Form erneut eingebracht, 2010 in erneut veränderter Form vom Kabinett beschlossen, aber im Parlament nicht abschließend beraten.
Nach Antritt des demokratisch geführten Kabinetts Hatoyama wurde Fukuyama 2009 Vizeminister im Außenministerium, von 2010 bis 2011 war er unter Premierminister Naoto Kan stellvertretender Chefkabinettssekretär. Von 2011 bis 2013 war er Vorsitzender des Auswärtigen und Verteidigungsausschusses (gaikō-bōei-iinkai) im Sangiin. In der Demokratischen Partei übernahm er von 2014 bis 2015 den Vorsitz des politischen Forschungsrates.
2016 wurde Fukuyama für die neu gegründete Minshintō nur noch mit dem zweithöchsten Stimmenanteil (36,9 %) hinter dem Liberaldemokraten Satoshi Ninoyu (40,0 %), aber sicherem Vorsprung auf den Kommunisten Toshitaka Ōkawara (20,0 %) für weitere sechs Jahre wiedergewählt.
Kurz nach der Gründung der Konstitutionell-Demokratischen Partei schloss er sich dieser an und wurde zum Generalsekretär der Partei ernannt. 2021 ersetzte ihn unter dem neuen Parteivorsitzenden Izumi Chinami Nishimura.
Bei der Wahl 2022 verteidigte er den zweiten Platz mit nur noch 26,5 % der Stimmen relativ knapp vor Yūko Kusui (24,8 %) von der Nippon Ishin no Kai.